# José Panizo
José Panizo Rodrigo (ur. 5 października 1936 w Madrycie, zm. 24 listopada 2018 tamże) – hiszpański zapaśnik walczący w stylu klasycznym. Dwukrotny olimpijczyk. Zajął szóste miejsce w Rzymie 1960 i piętnaste w Tokio 1964. Walczył w kategorii 87–97 kg.

## Letnie Igrzyska Olimpijskie 1960
| Konkurencja          | Rundy eliminacyjne      | Rundy eliminacyjne | Rundy eliminacyjne      | Rundy eliminacyjne | Klas. końcowa |
| Konkurencja          | Przeciwnik I            | Przeciwnik II      | Przeciwnik III          | Przeciwnik IV      | Miejsce       |
| -------------------- | ----------------------- | ------------------ | ----------------------- | ------------------ | ------------- |
| 87 kg styl klasyczny | Julio Graffigna (ARG) Z | wolny los Z        | Antero Vanhanen (FIN) P | Péter Piti (HUN) P | 6.            |

## Letnie Igrzyska Olimpijskie 1964
| Konkurencja          | Rundy eliminacyjne  | Rundy eliminacyjne     | Klas. końcowa |
| Konkurencja          | Przeciwnik I        | Przeciwnik II          | Miejsce       |
| -------------------- | ------------------- | ---------------------- | ------------- |
| 97 kg styl klasyczny | Heinz Kiehl (FRG) P | Peter Jutzeler (SUI) P | 15.           |